# Інститут філософії імені Григорія Сковороди НАН України
Інститут філософії імені Григорія Сковороди НАН України — науково-дослідний інститут Відділення історії, філософії та права НАН України.

## Історія
Інститут створений у листопаді 1946 при АН УРСР постановою Ради Міністрів УРСР.
У 1950 — 61 pp. Інститут опублікував 7 тт. «Наукових Записок», ряд монографій, опрацьованих співр. тематичних відділів, пропагандивних брошур і статей. 1969 почав виходити орган Інституту філософії «Філософська Думка».

## Керівники
Директорами Інституту філософії були: М. Е. Омельяновський (1946—1952), Д. Х. Острянин (1952—1962), П. В. Копнін (1962—1968), В. І. Шинкарук (1968—2001), М. В. Попович (2001—2018).
З 5 червня 2018 директором Інституту обраний Єрмоленко Анатолій Миколайович — професор, доктор філософських наук, член-кореспондент НАН України.

## Основні напрямки
Інститут філософії є головною установою, що розробляє фундаментальні наукові проби у сфері філософських наук, планує й координує філософські дослідження в Україні, здійснює підготовку наукових кадрів через аспірантуру та докторантуру. (Див. докладніше Філософія).

## Наукові відділи
Спочатку інститут мав 4 відділи: діалектичного матеріалізму, історичного матеріалізму, історії філософії та суспільної думки в Україні і філософії природознавства;
1958 додано відділ наукового атеїзму, а 1960 — етики й естетики.
1963 Інститут реорганізовано, введено тематичні відділи філософських проблем. На поч. 1980-х мав такі відділи: 
- логіки наукового пізнання,
- діалектичного матеріалізму,
- історичного матеріалізму,
- наукового комунізму,
- філософських проблем соціальної психології,
- конкретних соціологічних досліджень,
- естетики,
- філософських питань природознавства,
- наукового атеїзму,
- історії філософської та соціологічної думки в Україні,
- сучасної зарубіжної філософії,
- соціологічних досліджень соціально-професійних орієнтацій,
- проблем національних відносин і пролетарського інтернаціоналізму.

### Сучасний стан
На січень 2009 в інституті працюють відділи:
- логіки та методології науки
- філософської антропології
- філософських проблем природознавства та екології
- соціальної філософії
- філософії культури, етики та естетики
- історії філософії України
- історії зарубіжної філософії

Відділення:
- релігієзнавства

В інституті започатковані напрями наукових досліджень, з яких працюють цілі наукові школи. В рамках цих напрямів здійснюються фундаментальні розробки в сфері логіки, методології та філософії науки (П. В. Копнін, М. В. Попович, С. Б. Кримський, А. Т. Ішмуратов).
Розгорнуті наукові дослідження філософських проблем людини, умов формування та функціонування людського світогляду, людського світовідчуття та світосприймання, екзистенційних вимірів людського буття (В. І. Шинкарук, М. О. Булатов, В. Г. Табачковський, Є.І. Андрос, Н. В. Хамітов).
Розробляються проблеми філософії культури, етики і естетики, філософії мистецтва (В. П. Іванов, Є. К. Бистрицький, В. І. Мазепа, В. А. Малахов).
Здійснюються дослідження історії української та зарубіжної філософії. Вивчаються недосліджені періоди, події та явища української культури, філософська спадщина визначних мислителів минулого та сучасності (В. М. Нічик, В. С. Горський, Я. М. Стратій, В. В. Лях).
Крім зазначених напрямів інститут розробляє проблеми соціальної філософії, філософські проблеми природознавства та екології, релігієзнавства тощо. За час, що минув від початку створення, інститут став провідною установою з розвитку філософської науки в Україні.